# Holtum Å
Holtum Å er en ca. 32 km lang å har sit udspring i Nedergård Skov syd for Nørre Snede, og løber i en markant ådal mod nordvest og svinger senere mod vest forbi Ejstrupholm. Ved  Harrild Hede får den tilløb  fra Kvindebæk der kommer fra nordøst. Holtum Å  løber ud i Skjern Å ca. 6 km nordvest for Brande.  
En del af åen løb ligger i Natura 2000-områderne nr. 75 Harrild Hede, Ulvemosen og heder i Nørlund Plantage og nr. 76 Store Vandskel, Rørbæk Sø, Tinnet Krat og Holtum Ådal øvre del.  Den nedre del af åen danner kommunegrænse mellem Ikast-Brande Kommune og Herning Kommune

## Eksterne kilder og henvisninger
- Holtum Å øvre del – N 76
- Forslag til naturplan 2016-21

|  | Denne artikel om lokaliteten Holtum Å kan blive bedre, hvis der indsættes et (bedre) billede. Du kan hjælpe ved at afsøge Wikimedia Commons for et passende billede eller lægge et op på Wikimedia Commons med en af de tilladte licenser og indsætte det i artiklen. |

55°59′1.09″N 9°3′4.62″Ø / 55.9836361°N 9.0512833°Ø